# Hierodula assamensis
Hierodula assamensis är en bönsyrseart som beskrevs av Mukherjee. Hierodula assamensis ingår i släktet Hierodula och familjen Mantidae. Inga underarter finns listade i Catalogue of Life.